# Alexander Jeremejeff
Alexander Jeremejeff (Kungsbacka, 1993. október 12. –) svéd válogatott labdarúgó, a  görög Levadiakósz csatárja kölcsönben a Panathinaikósz csapatától.

## Pályafutása

### Klubcsapatokban
Jeremejeff a svédországi Kungsbackában született. Az ifjúsági pályafutását a helyi Tölö csapatában kezdte, majd 2005-ben az Örgryte akadémiájánál folytatta.
2011-ben debütált az Örgryte harmadosztályban szereplő felnőtt csapatában. A 2013-as szezonban a Qviding csapatát erősítette. 2014-ben az első osztályú Häckenhez igazolt. 2014. április 4-én, az Elfsborg ellen 3–1-re elvesztett mérkőzésen debütált. 2016 júliusában a Malmö szerződtette. Először a 2016. augusztus 1-jei, Örebro elleni bajnoki 87. percében, Viðar Örn Kjartansson cseréjeként lépett pályára. Első gólját 2016. augusztus 22-én, a Jönköpings Södra ellen 4–1-re megnyert mérkőzésen szerezte. 2018-ban visszatért a Häckenhez.
2019. augusztus 13-án a német másodosztályban érdekelt Dynamo Dresden csapatához igazolt. 2019. augusztus 18-án, a Heidenheim ellen 2–1-re megnyert találkozón debütált és egyben megszerezte első gólját is a klub színeiben. A 2020–21-es szezon első felében a holland Twenténél szerepelt kölcsönben. 2021. január 8-án három éves szerződést kötött a Häcken együttesével. 2022. április 2-án, az AIK ellen 4–2-re megnyert mérkőzésen mesterhármast szerzett, emellett egy gólpasszt is kiosztott. A 2022-es szezonban 27 mérkőzése elért 22 góljával megszerezte a liga gólkirályi címét. 2023. január 20-án a görög Panathinaikószhoz írt alá, majd egy nappal később a Levadiakószhoz igazolt, mint kölcsönjátékos.

### A válogatottban
Jeremejeff 2019-ben debütált a svéd válogatottban. 2019. január 8-án, Finnország ellen 1–0-ra elvesztett barátságos mérkőzésen lépett pályára.

## Statisztikák
2022. november 6. szerint
| Klub                | Szezon   | Osztály          | Bajnokság | Bajnokság | Kupa  | Kupa | Nemzetközi | Nemzetközi | Összesen | Összesen |
| Klub                | Szezon   | Osztály          | Meccs     | Gól       | Meccs | Gól  | Meccs      | Gól        | Meccs    | Gól      |
| ------------------- | -------- | ---------------- | --------- | --------- | ----- | ---- | ---------- | ---------- | -------- | -------- |
| Örgryte             | 2011     | Division 1 Södra | 1         | 0         | 0     | 0    | —          | —          | 1        | 0        |
| Örgryte             | 2012     | Division 1 Södra | 2         | 0         | 2     | 0    | —          | —          | 4        | 0        |
| Örgryte             | Összesen | Összesen         | 3         | 0         | 2     | 0    | 0          | 0          | 5        | 0        |
| Qviding             | 2013     | Division 1 Södra | 21        | 14        | 0     | 0    | —          | —          | 21       | 14       |
| Häcken              | 2014     | Allsvenskan      | 17        | 3         | 2     | 2    | —          | —          | 19       | 5        |
| Häcken              | 2015     | Allsvenskan      | 13        | 6         | 5     | 4    | —          | —          | 18       | 10       |
| Häcken              | 2016     | Allsvenskan      | 9         | 2         | 0     | 0    | 1          | 0          | 10       | 2        |
| Häcken              | Összesen | Összesen         | 39        | 11        | 7     | 6    | 1          | 0          | 47       | 17       |
| Malmö               | 2016     | Allsvenskan      | 15        | 5         | 0     | 0    | —          | —          | 15       | 5        |
| Malmö               | 2017     | Allsvenskan      | 20        | 5         | 7     | 3    | —          | —          | 27       | 8        |
| Malmö               | 2018     | Allsvenskan      | 13        | 1         | 0     | 0    | 2          | 0          | 15       | 1        |
| Malmö               | Összesen | Összesen         | 48        | 11        | 7     | 3    | 2          | 0          | 57       | 14       |
| Häcken              | 2018     | Allsvenskan      | 15        | 9         | 6     | 4    | —          | —          | 19       | 5        |
| Häcken              | 2019     | Allsvenskan      | 19        | 8         | 0     | 0    | —          | —          | 19       | 8        |
| Häcken              | Összesen | Összesen         | 34        | 17        | 6     | 4    | 0          | 0          | 40       | 21       |
| Dynamo Dresden      | 2019–20  | 2. Bundesliga    | 23        | 4         | 1     | 0    | —          | —          | 24       | 4        |
| Twente (kölcsönben) | 2020–21  | Eredivisie       | 9         | 1         | 1     | 0    | —          | —          | 10       | 1        |
| Häcken              | 2021     | Allsvenskan      | 27        | 11        | 6     | 6    | 2          | 1          | 35       | 18       |
| Häcken              | 2022     | Allsvenskan      | 27        | 22        | 1     | 0    | —          | —          | 28       | 22       |
| Häcken              | Összesen | Összesen         | 54        | 33        | 7     | 6    | 2          | 1          | 63       | 40       |
| Összesen            | Összesen | Összesen         | 231       | 91        | 31    | 19   | 5          | 1          | 267      | 111      |

## Sikerei, díjai
Malmö
- Allsvenskan
  - Bajnok (2): 2016, 2017

Häcken
- Allsvenskan
  - Bajnok (1): 2022

- Svéd Kupa
  - Győztes (2): 2015–16, 2018–19
  - Ezüstérmes (2): 2017–18, 2020–21

Egyéni
- A svéd első osztály gólkirálya: 2022 (22 góllal)